# Orazio (transatlantico)
La motonave Orazio è stata un transatlantico italiano del periodo interbellico, di proprietà della Navigazione Generale Italiana e successivamente della "Italia - Società di Navigazione". Fu distrutta da un incendio al largo di Tolone nel gennaio 1940, con la perdita di 108 vite; in termini di perdite di vite umane il naufragio è il quarto peggior disastro marittimo in tempo di pace nella storia italiana, dopo quelli del Principessa Mafalda, Sirio e Moby Prince. Tuttavia, venne rapidamente dimenticato a causa dell'entrata in guerra dell'Italia pochi mesi dopo.

## Caratteristiche
L'unità era lunga 154 m e larga 19 m, con una stazza lorda di 11.669 tsl. Aveva due motori Diesel Burmeister & Wain da 6.600 BHP con due eliche che consentivano una velocità di servizio di 14 nodi. La capienza massima era per 640 passeggeri (110 in prima classe, 190 in seconda classe e 340 in terza classe), con un equipaggio di 200 persone.

## Storia
L'Orazio fu costruito nel 1927 dai Cantieri ed Officine Meridionali di Baia per la Navigazione Generale Italiana di Genova. Aveva un gemello, il Virgilio.
Insieme al Virgilio, l'Orazio fu inizialmente impiegato sulla rotta verso l'America Centrale. Dopo che la NGI si fusa con altre compagnie nella "Italia - Società di Navigazione" nel 1932, il bastimento fu trasferito nella rotta Genova - Sud America.
Insieme al già citato Virgilio, all'Augustus, al Roma (tutti di proprietà della NGI e varati tra il 1926 e il 1928) oltre al Rex, costituiva la punta di diamante della navigazione civile italiana.

### Ultimo viaggio e naufragio

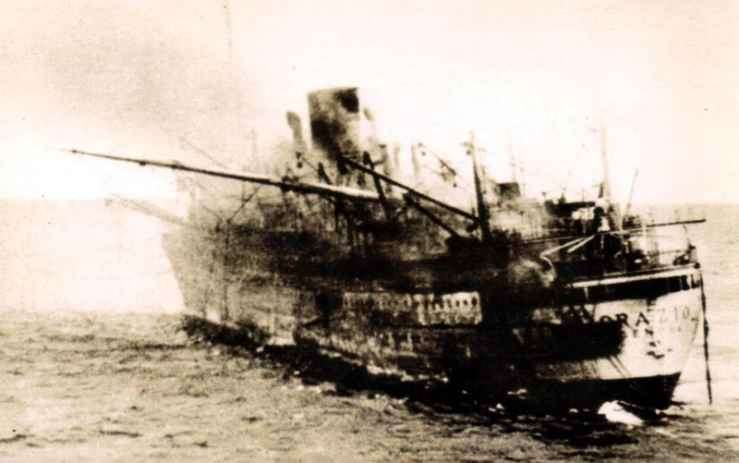
LOrazio in fiamme.

Il 21 gennaio 1940, pochi mesi dopo lo scoppio della seconda guerra mondiale, quando l'Italia era ancora un paese neutrale, l'Orazio salpò da Genova diretto in America Centrale via Barcellona, con a bordo 645 passeggeri ed equipaggio, tra cui un gran numero di profughi ebrei in fuga dall'Europa. Alle 5:12 del 21 gennaio un'esplosione nella sala macchine provocò un incendio che si diffuse molto rapidamente in tutta la nave. Presto arrivarono sul posto numerose navi di soccorso, tra cui i transatlantici italiani Colombo e Conte Biancamano, la motonave italiana Cellina , il cacciatorpediniere francese Kersaint, il pattugliatore ausiliario francese Ville d'Ajaccio e le navi mercantili francesi Djebel Dira, Djebel Nador, Gouvernor General Cambon, Gouvernor General Grevy e Six Fours. Il maltempo ostacolò i soccorsi, ma le navi di soccorso riuscirono a mettere in salvo 537 passeggeri ed equipaggio; il capitano, Michele Schiano, fu l'ultimo ad abbandonare la nave.
Dopo che tutti i superstiti furono salvati, l'Orazio affondò nella notte tra il 21 e il 22 gennaio, a una quarantina di miglia a sud-ovest di Tolone. 48 passeggeri e 60 membri dell'equipaggio persero la vita nell'incendio o nei primi tentativi di abbandono della nave, quando almeno una scialuppa di salvataggio cadde in mare uccidendo i suoi occupanti.